# CEV Cup femenina
La CEV Cup femenina és la segona competició europea per a clubs femenins de voleibol. És organitzada per la Confederació Europea de Voleibol (CEV).
Creada al 1972 com a Recopa d'Europa de Voleibol femenina, el 2000, rebé la denominació de Top Teams Cup (Copa dels Millors) i el 2007 es canvià a CEV Cup femenina.
- Recopa d'Europa de Voleibol (1972/73 - 1999/2000)
- CEV Top Teams Cup (2000/01 - 2006/2007)
- CEV Cup (2007/08 - Act.)

No s'ha de confondre amb l'antiga CEV Cup que el 2007 va canviar el nom a CEV Challenge Cup.

## Historial
| Temporada         | Campió                                                             | Finalista                                                          |
| ----------------- | ------------------------------------------------------------------ | ------------------------------------------------------------------ |
| Recopa de Europa  |                                                                    |                                                                    |
| 1972-73           | CSKA Moscou                                                        | CSKA Sofia                                                         |
| 1973–74           | CSKA Moscou                                                        | Rudá Hvězda Praha                                                  |
| 1974–75           | SC Traktor Schwerin                                                | CSKA Moscou                                                        |
| 1975–76           | Slavia Bratislava                                                  | CSKA Sofia                                                         |
| 1976–77           | Iskra Voroshilovgrad                                               | Dynamo Berlin                                                      |
| 1977–78           | Dynamo Berlin                                                      | TJK Brno                                                           |
| 1978–79           | Rudá Hvězda Praha                                                  | Traktor Schwerin                                                   |
| 1979–80           | Vasas Izzó Budapest                                                | USC Münster                                                        |
| 1980–81           | Vasas Izzó Budapest                                                | Spartak Leningrad                                                  |
| 1981–82           | CSKA Sofia                                                         | Dinamo Moscou                                                      |
| 1982–83           | Medin Odessa                                                       | Rudá Hvězda Praha                                                  |
| 1983–84           | Dynamo Berlin                                                      | Nelson Reggio Emilia                                               |
| 1984–85           | Dynamo Berlin                                                      | Uralochka Sverdlovsk                                               |
| 1985–86           | Uralochka Sverdlovsk                                               | SV Lohhof                                                          |
| 1986–87           | Kommunalnik Minsk                                                  | Nelson Reggio Emilia                                               |
| 1987–88           | CSKA Moscou                                                        | AS Volley Modena                                                   |
| 1988–89           | ADK Alma-Ata                                                       | Traktor Schwerin                                                   |
| 1989–90           | ADK Alma-Ata                                                       | Braglia Ceramica Reggio Emilia                                     |
| 1990–91           | ADK Alma-Ata                                                       | CSKA Sofia                                                         |
| 1991–92           | USC Münster                                                        | Sirio Perugia                                                      |
| 1992–93           | CJD Berlin                                                         | BZBK Baku                                                          |
| 1993–94           | Brummel Ancona                                                     | Racing de France Paris                                             |
| 1994–95           | Volley Modena                                                      | USC Münster                                                        |
| 1995–96           | Anthesis Modena                                                    | VBC Riom                                                           |
| 1996–97           | Anthesis Modena                                                    | VBC Riom                                                           |
| 1997–98           | CSKA Moscou                                                        | RC Cannes                                                          |
| 1998–99           | Eczacıbaşı Istanbul                                                | Cermagica Reggio Emilia                                            |
| 1999–00           | Pallavolo Sirio Perugia                                            | Panathinaikos                                                      |
| CEV Top Teams Cup |                                                                    |                                                                    |
| 2000–01           | Asterix Kieldrecht                                                 | Telekom Post Wien                                                  |
| 2001–02           | Azerrail Baku                                                      | Jedinstvo Užice                                                    |
| 2002–03           | RC Villebon 91                                                     | Zeiler Köniz                                                       |
| 2003–04           | Güneş Vakıfbank Istanbul                                           | Ulm Aliud Pharma                                                   |
| 2004–05           | Pallavolo Chieri                                                   | TSV Bayer 04 Leverkusen                                            |
| 2005–06           | Sant'Orsola Asystel Novara                                         | Dinamo Moscou                                                      |
| 2006–07           | Grupo 2002 Murcia                                                  | CSKA Moscou                                                        |
| CEV Cup           |                                                                    |                                                                    |
| 2007–08           | Scavolini Pesaro                                                   | Rocheville Le Cannet                                               |
| 2008–09]          | Asystel Novara                                                     | Uralochka NTMK Ekaterinburg                                        |
| 2009–10           | Yamamay Busto Arsizio                                              | Crvena Zvezda                                                      |
| 2010–11           | Chateau d'Ax Urbino                                                | Dinamo Krasnodar                                                   |
| 2011–12           | Yamamay Busto Arsizio                                              | Galatasaray Istanbul                                               |
| 2012–13           | Bank BPS Fakro Muszyna                                             | Fenerbahçe                                                         |
| 2013–14           | Fenerbahçe                                                         | Uralochka NTMK Ekaterinburg                                        |
| 2014–15           | Dinamo Krasnodar                                                   | PGE Atom Trefl Sopot                                               |
| 2015–16           | Dinamo Krasnodar                                                   | Galatasaray Daikin Istanbul                                        |
| 2016–17           | Dinamo Kazan                                                       | Unet Yamamay Busto Arsizio                                         |
| 2017–18           | Eczacıbaşı Istanbul                                                | Minchanka Minsk                                                    |
| 2018–19           | Yamamay Busto Arsizio                                              | CSM Volei Alba Blaj                                                |
| 2019-20           | Temporada cancel·lada per la Pandèmia per coronavirus de 2019-2020 | Temporada cancel·lada per la Pandèmia per coronavirus de 2019-2020 |